# Студёное (Воронежская область)
Студёное — село в Аннинском районе Воронежской области России. Входит в состав Нащёкинского сельского поселения.

## Название
Свое название деревушка получила по Студеному логу, в котором находились родники со «студеной» ключевой водой.

## География

### Уличная сеть
- ул. Береговая,
- ул. Дорожная,
- ул. Заречная,
- ул. Ленина,
- ул. Молодёжная,
- ул. Набережная,
- ул. Октябрьская,
- ул. Полевая,
- ул. Советская,
- ул. Степная.

## История
Возникло в начале XIX века, но в документах 1810 года ещё не упоминается. 
В 1859 году в Студеном насчитывалось 33 двора и 335 жителей. Это была казённая деревня, в которой жили государственные (дворцовые) крестьяне. 
В 1863 году Студеное, после постройки Николаевской (Никольской) церкви, приобрело статус села.
К 1892 году в селе 164 двора, в которых проживало 1231 жителя. На 1894 год в Студеном работала винная лавка И. В. Станкевича, а к 1902 году — молочная лавка Т. К. Провоторова. В 1910 году в селе действовало 13 мелких кустарных предприятий и церковноприходская школа.
Осенью 1907 года учитель церковно-приходской школы В. И. Карпов организовал вошедшую в историю агитацию среди бывших государственных крестьян за свержение самодержавия и установление демократической республики.
В гражданскую войну, ранней весной 1919 года, рядом с селом состоялся жестокий бой между донскими казаками и красноармейцами. Поле, на котором они сошлись в смертельной схватке, с тех пор местные жители так и называют: поле «Бой».
Недалеко от того поля располагался отчий дом Семёна Михайловича Борзуно́ва, писателя, публициста.
В 1928 году в Студеном было 416 дворов и 1910 жителей. В состав Студеновского сельского совета в те годы входили поселок Зеленевка и хутор Филатов. В 1930-е годы в селе образовались колхозы «III Интернационала», имени Рябинина, совхоз «Милиция». Позднее все они вошли в состав колхоза «Россия», из которого в 1977 году выделился колхоз «Юбилейный» с центральной усадьбой в селе Студеное. Коллективизация сопровождалась репрессиями в отношении тех, кто противился вступлению в колхозы. В этот же период прекратились службы в местной церкви (полностью храм был разрушен в первые послевоенные годы).
С момента образования колхоза и до 1968 года численность населения уменьшилась в два раза. Этот процесс продолжался и дальше и к 1979 году с Студеном осталось 270 дворов и 597 жителей.
В 2008 году в село пришел магистральный	газопровод и началась газификация домовладений.
14 ноября 2015 года в селе состоялся чин великого освящения храма во имя святителя Николая Чудотворца. Храм построили в течение года: на средства благотворителей и прихожан кировские мастера русского храмового зодчества срубили церковь из сосны.

## Население
| 1859 | 1897  | 2000 | 2005 | 2010 |
| ---- | ----- | ---- | ---- | ---- |
| 335  | ↗1400 | ↘518 | ↘426 | ↘323 |

## Известные уроженцы, жители
Борзунов, Семён Михайлович (1919—2020) — советский и российский писатель, публицист, член Союза писателей СССР. Участник Великой Отечественной войны, полковник.

## Инфраструктура
Личное подсобное хозяйство с зоной сельскохозяйственного использования, индивидуальная застройка усадебного типа.
Основа экономики — сельское хозяйство.
В селе действует почтовый пункт, магазин.

## Достопримечательности
В конце 1960-х годов установлен памятник погибшим красноармейцам.

## Транспорт
Остановка общественного транспорта «Студёное» в центре села. Автобусное сообщение с райцентром